# معماری در مالزی

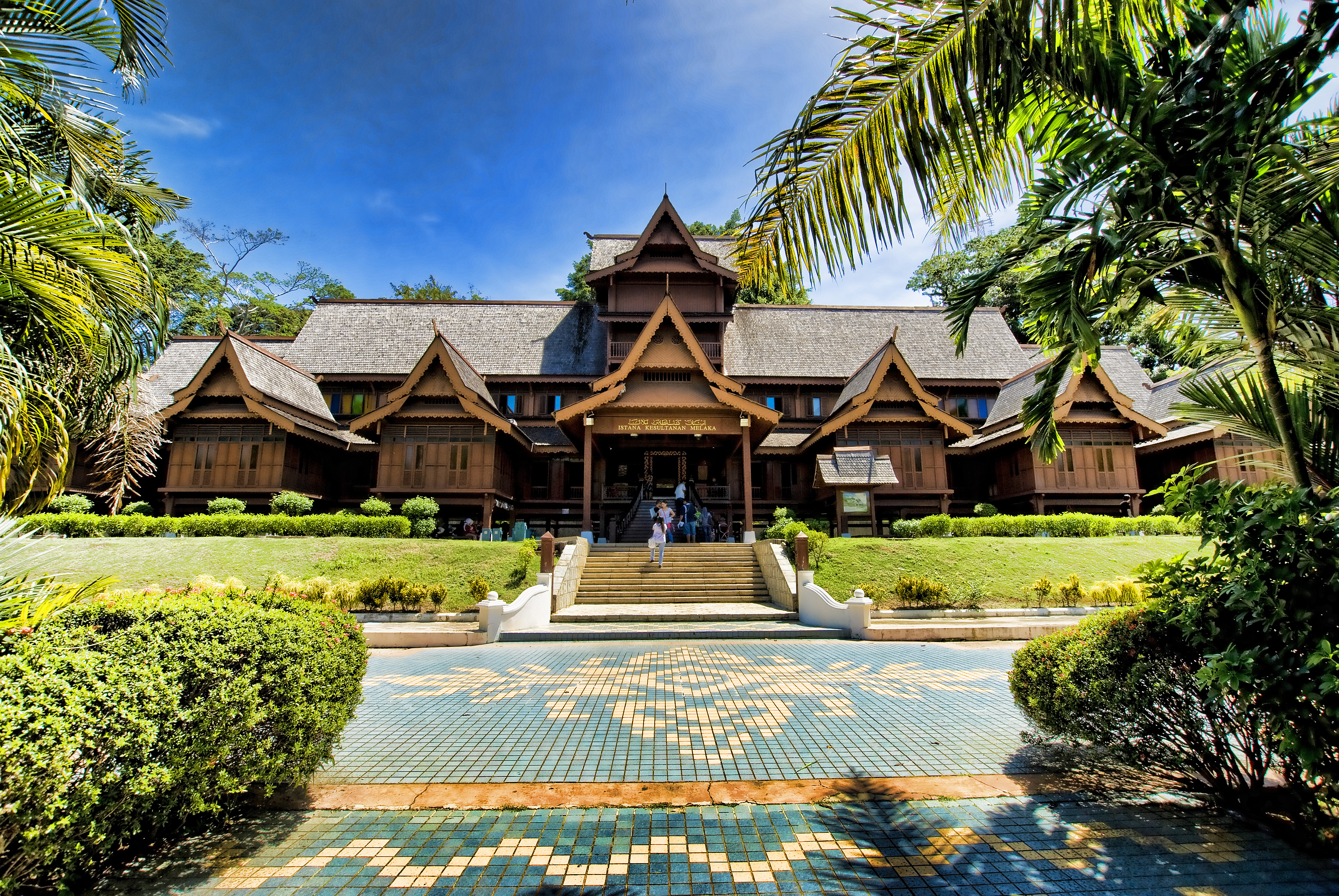
مدل امروزی از کاخ ملاکا متعلق به قرن ۱۵

معماری در مالزی (انگلیسی: Architecture of Malaysia) از دیرباز، مبتنی بر معماری بومی مالایی بوده‌است. هرچند معماری مدرن معاصرامروزی در مناطق شهری مرسوم است و سبک‌های تأثیر پذیرفته از اسلامی، معماری دوران مستعمرات، چینی تنگه و برخی موارد دیگر وجود دارد. مصالح جدیدی همچون شیشه و میخ، توسط اروپایی‌ها وارد کشور شد و معماری را تغییر داد.
برای مدت طولانی در تاریخ مالزی، چوب به عنوان ماده اصلی ساختمان سازی، از خانه‌های روستایی (به مالایی: kampung) تا کاخ پادشاهی، مورد استفاده قرار گرفته‌است. در نگری سمبیلان، هیچگونه میخی در ساخت خانه‌های سنتی استفاده نشده‌است. اضافه بر چوب، از مواد رایجی همچجون بامبو و برگ بهره می‌برند. موزه سلطنتی پراک در کوالا کنگسر که در سال ۱۹۲۶ ساخته شده‌است، تنها کاخ مالایی است که دیوارهای آن از بامبو می‌باشد.